# Find Your Love
Find Your Love – drugi singiel kanadyjskiego rapera Drake’a z jego debiutanckiego albumu Thank Me Later. Został on wysłany do radia 28 kwietnia, a jako singiel pojawił się 5 maja 2010 roku. Utwór dotarł do 5. miejsca na Billboard Hot 100 i 24. na UK Singles Chart.

## Certyfikaty i sprzedaż
| Kraj                     | Certyfikat         | Sprzedaż   |
| ------------------------ | ------------------ | ---------- |
| Stany Zjednoczone (RIAA) | 3x platynowa płyta | 3 000 000+ |
| Wielka Brytania (BPI)    | srebrna płyta      | 200 000+   |